# Honvéd ASE (szachy)
Honvéd ASE – węgierski klub szachowy z siedzibą w Budapeszcie, siedemnastokrotny mistrz kraju, sekcja Honvéd Auróra SE.

## Historia
Szachowa sekcja Budapesti Honvéd SE została założona w 1960 roku przez Andrása Ozsvátha, który był także pierwszym trenerem. Klub od momentu powstania utrzymywał się w czołówce węgierskich szachów, zdobywając w okresie WRL dziewięć tytułów mistrzowskich. W 1988 roku klub zajął drugie miejsce w Pucharze Europy, ulegając jedynie CSKA Moskwa. Zawodnikami klubu byli wówczas m.in. Gyula Sax, József Pintér, József Horváth i László Hazai.
Po przemianach politycznych 1989 roku klub stał się sekcją Honvéd ASE i pod nazwami sponsorów – Hungaroil-Honvéd i Honvéd-Mediflóra – ośmiokrotnie triumfowali w mistrzostwach kraju. Ponadto klub dwukrotnie w tym okresie zajął drugie miejsce w Pucharze Europy, w latach 1993 i 1995. Z przyczyn finansowych w 2008 roku klub spadł do NB II.

## Sukcesy
- Klubowy Puchar Europy: 2 miejsce (1988, 1993, 1995)
- Nemzeti Bajnokság I: mistrzostwo (1969, 1970, 1971, 1972, 1981, 1982, 1987, 1988, 1989, 1990, 1991, 1992, 1993, 1994, 1995, 1997, 1998)